# Abbaye de Calder
L’abbaye de Calder est une ancienne abbaye savignienne puis cistercienne située à dans le village de Calderbridge qui appartient à la paroisse civile de Ponsonby (Cumbria, Angleterre).
Elle est fondée en 1135 par l'abbaye de Furness, et fait partie des fondations anglaises de l'ordre de Savigny, fondée par Vital de Savigny. En 1147, elle devient cistercienne quand l'ordre de Savigny décide de rejoindre l'ordre cistercien en se plaçant dans la filiation de Clairvaux. Lors de la Réforme anglaise, elle est dissoute en 1536. Un manoir est construit sur l'emplacement d'une partie de l'abbaye au XIXe siècle ; les ruines de l'abbaye sont classées le 10 avril 1915.

## Localisation et toponymie
L'abbaye de Calder est située dans la vallée de la Calder (en) qui lui donne son nom.

## Histoire

### Fondation
L'abbaye de Calder est fondée en 1135 par douze moines de Furness, qui est alors une abbaye savignienne, sous la conduite de l'abbé Gerald. Le lieu où ils souhaitent établir le monastère a été donné aux religieux par Ranulph de Gernon le 10 janvier 1134,,,.
Les premières possessions de l'abbaye incluent une maison, un moulin, deux salines située à Whitehaven ; elles sont confirmées par une bulle d'Innocent II. Cette première tentative est toutefois mise en échec en 1138 par les incursions armées des troupes écossaises durant l'Anarchie anglaise. Menacés et pillés par les troupes de William Fitzduncan envoyées par David Ier, les moines se réfugient à l'abbaye-mère de Furness. Mais Gerald n'entendant pas renoncer à la fondation et à son titre abbatial, ils ne sont pas admis. Le groupe des religieux déménage alors de site en site jusqu'à fonder l'abbaye de Byland. Pendant ce temps, en 1143, un second groupe est envoyé à Calder pour refonder l'abbaye,.

### Développement

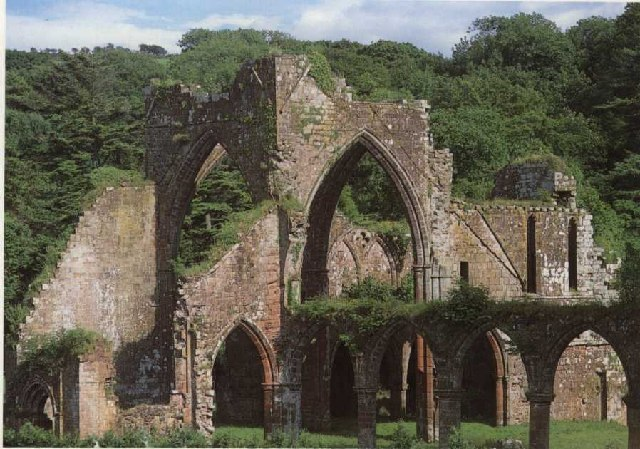
Les ruines de l'église abbatiale.

L'abbaye doit d'abord s'émanciper de sa première fondation, car Gerald réclame d'inclure Calder dans la filiation de Byland et non de Furness, ce qui envenime quelque temps les relations avant qu'un compromis amical ne soit trouvé. En revanche, du côté des donateurs laïcs, le soutien des successeurs de Ranulf, ainsi que celui d'autres donateurs, reste total.
La première communauté vivait dans un monastère en bois. Une fois la région pacifiée, une construction en pierres est commencée. L'église abbatiale est consacrée en 1175. Entre 1215 et 1240, l'ensemble de l'édifice est repris en style gothique anglais grâce à des dons de Thomas Moulton (en). 
La communauté de Calder n'est pas très riche et reste, tout au long de son histoire, fort modeste. Les sources cartulaires et textuelles sont également relativement rares pour cette communauté. Ses revenus temporels sont en 1291 de 32 livres seulement, et ils tombent en 1314 à 5 livres en raison des mauvaises récoltes et des rapines des troupes écossaises,.

### Fin de l'abbaye
Une visite effectuée en 1535 fait état de huit moines souhaitant être libérés de leurs vœux ou présentant des manques graves à la discipline monastique, mais la taille totale de la communauté n’est pas connue. En 1536, soit tout au début du mouvement de dissolution des monastères lancé par Henri VIII, l'abbaye est dissoute, les moines chassés, et les bâtiments sont acquis par Thomas Leigh, qui ôte les toitures pour en réutiliser le métal, et vend le mobilier. Le côté méridional du cloître est peu à peu modifié pour constituer une maison d'habitation, et le reste de l'édifice utilisé comme carrière de pierres pour les demeures des alentours. Le transept est transformé en étable,.
Un tableau peint par Matthias Read vers 1730 montre que l'église, si elle est à l'époque déjà largement ruinée, conserve encore à cette date des pignons sur la branche sud du transept et sur la façade occidentale de la nef. La famille Senhouse, propriétaire à la fin du XVIIIe siècle, réaménage en profondeur le manoir. L'héritière Mary Senhouse, qui épouse Thomas Irwin en 1840, fait encore reconstruire l'aile nord de bâtiment et aménage une promenade au bord de la rivière. À la fin de ce siècle, Thomas Rymer, nouvel occupant des lieux, restaure une partie des ruines, en particulier le proche occidental et la salle capitulaire.

### Intérêt patrimonial et archéologique
Des premières fouilles archéologiques sont menées en 1881, par le docteur Parker et le révérend Arthur Loftie ; elles s'intéressent surtout au chœur et au transept méridional. Le 10 avril 1915, l'intégralité des ruines subsistantes sont classées de grade I. En 1947, l'infirmerie située du côté sud-est du cloître est à son tour fouillée par M. Marlowe. En 1985 et 1986, une autre campagne de fouille à l'est de l'abbaye révèle des terrassements ayant permis la création ancienne d'un étang à poissons.

## Liste des abbés connus
- Gerold, nommé en 1134, fuit la guerre en 1138 et devient abbé de Byland
- Hardred ou Hardreus, refonde l'abbaye vers 1143
- Adam, attesté vers la fin du XIIe siècle
- David, attesté vers 1200
- John, attesté  vers 1211
- G., attesté vers 1218
- Ralf à des dates inconnues
- Jollan, de 1241 à 1246
- John, attesté en 1246
- Nicholas, attesté vers 1250
- Walter, attesté vers 1256
- William, attesté vers 1262
- Warin, attesté vers 1286
- Elias, attesté en 1298
- Richard, attesté en 1322 et 1334
- Nicholas de Bretteby ou de Birkby, attesté en 1367
- Richard, attesté vers 1432
- Robert de Wilughby à des dates inconnues
- John, attesté en 1462
- John Whalley, attesté en 1464
- John Bethom, attesté en 1501
- Lawrence Marre, de 1503 à 1513
- John Parke, attesté en 1516
- John Clapeham, attesté en 1521
- Richard Ponsonby, de 1525 à 1536[5]

## Architecture
L'enceinte monastique couvrait environ trente acres, soit un peu plus de douze hectares, mais aucune trace de l’enceinte elle-même ne subsiste, à l'exception de la guérite occidentale. L'église était située dans la partie nord, le cloître sur le côté sud de cette dernière. Suivant le classique plan cistercien, le monastère comprenait une aile orientale avec salle capitulaire, salle des moines, plus le dortoir à l'étage, une aile méridionale comprenant le chauffoir, le réfectoire et les cuisines, enfin une aile occidentale pour les frères convers.

### Église abbatiale

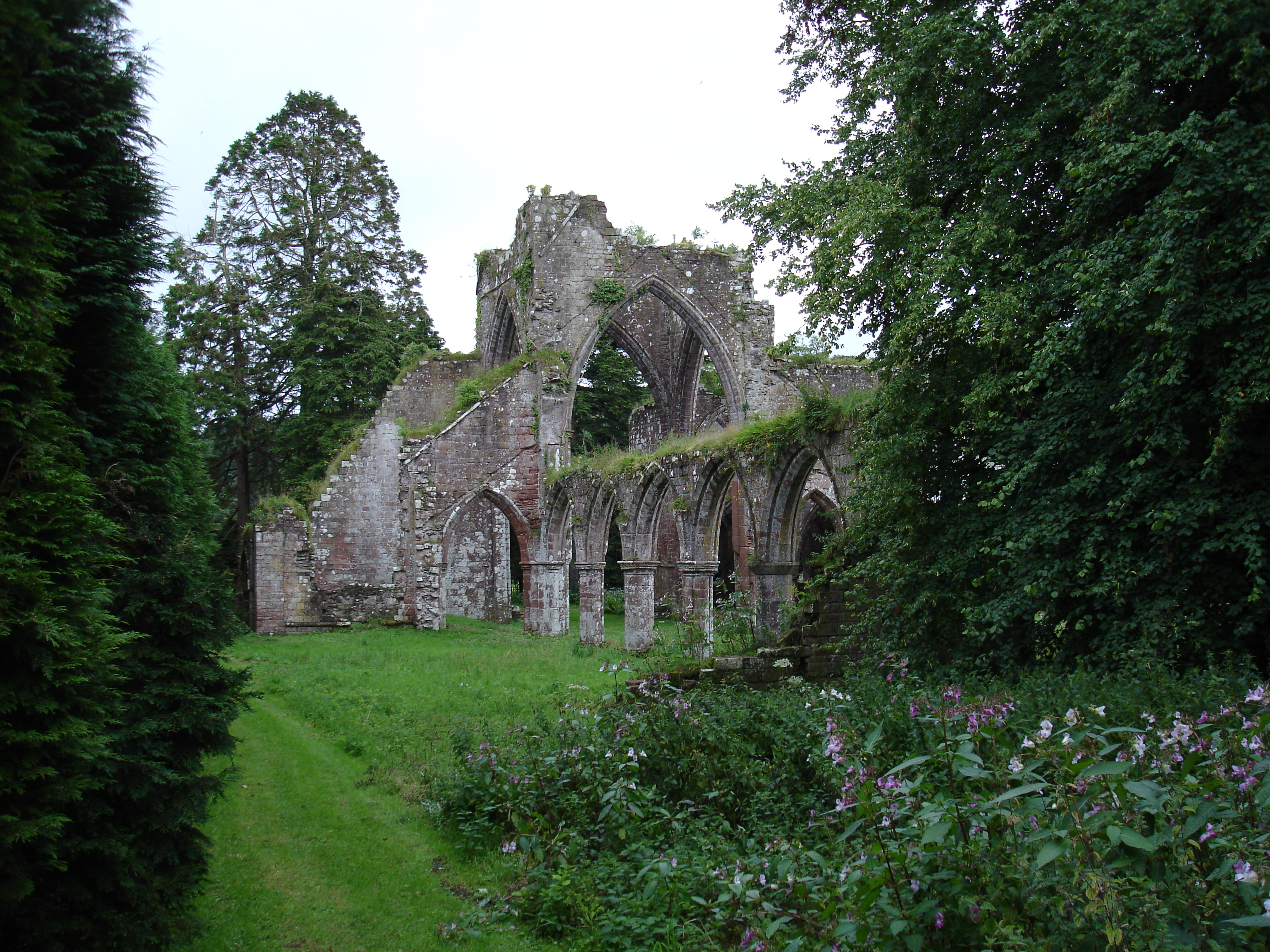
Les ruines de l'abbatiale vues depuis le nord de l'entrée. Au fond, le transept et la tour de la croisée.

De l'église originelle de 1175 reste le portail occidental de style normand. L'église définitive du XIIIe siècle mesurait environ quarante-cinq mètres de longueur, et vingt-cinq mètres de largeur au transept. Elle respectait à la lettre le plan traditionnel cistercien : chœur rectangulaire, chevet plat entouré de deux chapelles latérales de chaque côté. La seule particularité locale était l'emplacement du clocher, situé au-dessus de la croisée du transept. La nef mesure cinq travées de longueur, dont l'unique niveau d'arcades subsistantes mesure environ quatre mètres de hauteur. Les chapiteaux située en partie haute des colonnes sont décorées sobrement de feuille d'eau, suivant les principes bernardins mis en place dans l'art cistercien. Les colonnes elles-mêmes alternent plan quadrilobé et octogonal.
La croisée du transept ne conserve également qu'un seul niveau d'arcades, mais celles-ci sont plus hautes que les précédentes. Des traces subsistent de l'escalier permettant d'accéder directement au transept depuis le dortoir des moines ; il était jointif à un autre escalier permettant l'accès au clocher.

### Cloître et bâtiments conventuels
La salle capitulaire était éclairée par trois fenêtres situées côté oriental, dont l'une conserve des éléments de verrière décorée d'entrelacs géométriques. Tous les autres bâtiments du cloître ne subsistent qu'à l'état de fondations souterraines.

### Autres bâtiments
Le cimetière des moines était situé juste derrière le chevet de l'église. L'infirmerie, au sud-est du cloître, était en bâtiment en forme de L, dont les fondations révèlent qu'elle était probablement bâtie en bois. Le site comprend également un four de séchage du maïs, un moulin et un pigeonnier.